# Trần Trung (nhà Minh)
Trần Trung (chữ Hán: 陈忠, ? – 1424), người huyện Lâm Hoài , tướng lãnh nhà Minh, tử trận khi trấn áp khởi nghĩa Lam Sơn tại Việt Nam.

## Cuộc đời và sự nghiệp
Ban đầu Trung làm Khoan Hà vệ phó thiên hộ. Nhờ lập công trong sự biến Tĩnh Nan, dần làm đến Chỉ huy đồng tri. Sau đó có tội phải đi thú ở Quảng Tây, rồi tòng chinh Việt Nam. Trung tự tìm thuyền nhỏ, tập kích thủy trại quân nhà Hồ, phá được. Khi đánh thành Đa Bang, Trung trèo lên đầu tiên. Luận công, được nhận quan chức cũ, điều nhiệm làm Giao Châu vệ chỉ huy sứ. Trung ở Việt Nam lập nhiều chiến công, được tiến đến chức Đô chỉ huy đồng tri.
Năm Vĩnh Lạc thứ 22, Trung tử trận khi tham gia chặn đánh nghĩa quân Lam Sơn tiến vào Nghệ An . Minh Nhân Tông thương xót, cho Trung được hưởng tuất như định chế.